# Плуто/Ксена – Плуто ЗПГ
Плуто/Ксена — Плуто ЗПГ — офшорний газопровід у Індійському океані, біля західного узбережжя Австралії.
У 2012-му почав роботу завод зі зрідження природного газу Плуто ЗПГ, споруди якого розташували на півострові Бурруп. Сировинною базою стали офшорні родовища Плуто та Ксена в районі з глибиною моря понад 800 метрів, облаштовані в підводному виконанні. Подачу ресурсу на береговий майданчик організували за допомогою трубопровідної системи, яка складається з:
- двох трубопроводів довжиною по 27 км з діаметром 500 мм, що сполучають підводний видобувний комплекс з проміжною платформою, встановленою в районі з глибиною моря 85 метрів;
- основного трубопроводу довжиною 180 км та діаметром 900 мм, прокладеного між зазначеною вище платформою та заводом.
Паралельно основним газопроводам проклали лінію для моноетиленгліколю, що має діаметр 150 мм на відтинку від берегу до платформи та 100 мм на подальшій дистанції до підводного видобувного комплексу.
Основні роботи зі спорудження зазначеної системи виконало трубоукладальне судно «Audacia», що довело газопровід до району з глибиною моря 20 метрів, який лежить за 24 кілометри від узбережжя. Роботи на мілководній ділянці виконувала трубоукладальна баржа «Tog Mor».
Для захисту трубопроводу видобули та перевезли 430 тисяч тонн каміння. Є відомості, що над цим працювали каменеукладальні судна «Popei» та «La Boudeuse».